# Rubens Josué da Costa
Rubens Josué da Costa, ismertebb nevén: Rubens (São Paulo, 1928. november 24. – Rio de Janeiro, 1987. május 31.), brazil válogatott labdarúgó.
A brazil válogatott tagjaként részt vett az 1954-es világbajnokságon.

## Sikerei, díjai
Flamengo
- Campionato Carioca (3): 1953, 1954, 1955

Vasco da Gama
- Campionato Carioca (1): 1958
- Torneio Rio-São Paulo (1): 1958